# Kantionalsatz
Kantionalsatz (ofwel 'gezongen zetting') is de term die musicologen bezigen om een typische vierstemmige homofone koorzetting mee aan te duiden, zoals deze voorkomt in de Duitse Evangelisch Lutherse kerkgezangen.
Deze gemeentezangen waren aanvankelijk eenstemmig en onbegeleid, maar werden allengs door meerstemmige zettingen vervangen. In de gewone koormuziek werd de melodie gezongen door de tenor, maar die lag in het 'midden' van de stemmen. Daarom verlegde Lucas Osiander (de oude) in 1586 de melodie naar de bovenstem, de sopraan.
Tot op de dag van vandaag worden er nog Kantionalsätze gezongen van de hand van Michael Praetorius (EG 29, 30, 69), Melchior Vulpius (EG 103, 437, 467), Johann Hermann Schein en Johann Crüger (EG 320, 324, 447).